# Diplobatis
Genre
Diplobatis est un genre de raies ayant une forme de torpille. Ce sont des raies électriques.

## Liste des espèces
- Diplobatis colombiensis Fechhelm et McEachran, 1984
- Diplobatis guamachensis Martín Salazar, 1957
- Diplobatis ommata (Jordan et Gilbert in Jordan et Bollman, 1890)
- Diplobatis pictus Palmer, 1950